# 1414
| 1414               |
| ------------------ |
| Dødsfald - Fødsler |
|                    |

| Gregoriansk kalender | 1414 MCDXIV             |
| Ab urbe condita      | 2167                    |
| Armensk kalender     | 863 ԹՎ ՊԿԳ              |
| Kinesiske kalender   | 4110 – 4111 癸巳 – 甲午 |
| Etiopisk kalender    | 1406 – 1407             |
| Jødisk kalender      | 5174 – 5175             |
| Hindukalendere       |                         |
| - Vikram Samvat      | 1469 – 1470             |
| - Shaka Samvat       | 1336 – 1337             |
| - Kali Yuga          | 4515 – 4516             |
| Iransk kalender      | 792 – 793               |
| Islamisk kalender    | 817 – 818               |

Konge i Danmark: Erik 7. 1396-1439
Se også 1414 (tal)